# Lisina N-acetiltransferasi
La lisina N-acetiltransferasi è un enzima appartenente alla classe delle transferasi, che catalizza la seguente reazione:
acetil fosfato + L-lisina ⇄ fosfato + N6-acetil-L-lisina